# Davor Kus
Davor Kus (* 21. Juli 1978 in Rijeka, Jugoslawien) ist ein kroatischer Basketballspieler. Er ist 1,92 m groß und spielt auf der Position eines Guards.

## Spielerlaufbahn
Davor Kus begann seine Profikarriere im Jahre 1995 in Rijeka, im Ortsverein von Sušak. Er wechselte 1996 zu Croatia Line Rijeka und verblieb dort bis in die Spielsaison 1998/99. Ab der Saison 1999/00 erfolgte der Wechsel zum Stadtrivalen Sava Osiguranje Rijeka. Der kroatische Basketballrekordmeister Cibona Zagreb verpflichtete Kus ab der Saison 2000/01. Dort verblieb er bis zur Spielzeit 2003/04. 2004 erfolgte ein kurzer Wechsel nach Griechenland zum Basketballverein AEK aus Athen. Ab 2005 wechselte Kus erneut zu Cibona Zagreb zurück, wo er bis in die Saison 2007 aktiv war. Die Spielzeit 2007/08 führte Kus nach Spanien, zu CB Málaga. Für die Spielzeit 2008/09 wurde Davor Kus durch Cibona Zagreb von CB Málaga ausgeliehen. Davor Kus ist im Aufgebot der kroatischen Basketballnationalmannschaft. 

## Bisherige Erfolge
- 2000/01 bis 2006/07 kroatischer Basketballmeister mit Cibona Zagreb
- 2001 und 2002 kroatischer Basketballpokalsieger mit Cibona Zagreb
- 2001 Euroleague Opening Tournament Sieger mit Cibona Zagreb

## Kroatische Basketballnationalmannschaft
Davor Kus war erstmals international eingesetzt im Aufgebot der kroatischen U-22-Basketballnationalmannschaft 1998 bei der Basketball-Europameisterschaft. Es folgten internationale Einsätze bei der Basketball-Europameisterschaft 2007 in Spanien und den Olympischen Sommerspielen 2008 in China.